# Tatort: Borowski und die Angst der weißen Männer
Borowski und die Angst der weißen Männer ist ein Fernsehfilm aus der Krimireihe Tatort.  Der vom NDR produzierte Beitrag ist die 1159. Tatort-Episode und wurde am 7. März 2021 im Ersten ausgestrahlt. Der Kieler Kommissar Klaus Borowski ermittelt in seinem 36. Fall, seine Kollegin Sahin in ihrem fünften Fall.

## Handlung
In der Nähe des Kieler Clubs Paradise wird die Leiche einer jungen Frau aufgefunden. Gestorben ist sie an Herzversagen, in ihrem Blut werden K.-o.-Tropfen nachgewiesen. Die Leiche weist außerdem Spuren einer schweren Misshandlung auf. Klaus Borowski und Mila Sahin vermuten nach der Auswertung von Überwachungsvideos den verschüchtert wirkenden Außenseiter Mario Lohse als den Täter, der dem Opfer die Tropfen in einen Drink gemischt haben könnte. Auf Lohses Laptop werden Videos von Hank Massmann, einem antifeministischen Männerrechtler, gefunden. Borowski sucht Massmann bei einem Vortrag auf und meldet sich bei ihm zu einem Männer-Workshop an. Unterdessen geben die Arbeitskolleginnen des Opfers zu, dass sie ihrer Kollegin K.-o.-Tropfen in ein Getränk gemischt hatten. Sie wollten angeblich nur, dass sie Spaß haben sollte. Daraufhin wird Lohse wieder freigelassen.
Am Tatort war die Zahl 14 in den Boden getreten, Lohses Laptop enthält Hinweise auf die Fourteen Words, ein Motto weißer Rassisten, sowie eine Feindesliste von 400 Frauen. Auf dieser Liste steht neben der Politikerin Birte Reimers auch deren Büroleiterin Duschanka Tomi. Diese hatte vor einer Woche Anzeige erstattet, weil sie in einer Tiefgarage von einer Gruppe in weiße Schutzanzüge gekleideter Männer überfallen und vergewaltigt worden war.
Auf Massmanns Workshop weiß gekleideter Männer wird Borowski zunächst bewusstlos geschlagen, dann erklärt ihm Massmann, die Männer wollten sich nur ihre Würde zurückholen.
Unterdessen trifft sich Lohse mit dem Moderator einer frauenfeindlichen Chatgruppe; dieser rekrutiert ihn als Teil mehrerer zeitgleicher „Aktionen“ am bevorstehenden Internationalen Frauentag. Ihm gegenüber gibt Lohse die Misshandlung des bereits toten Opfers zu. Er habe auf das Mädchen eingetreten, weil er extrem wütend war. Sie hätte sich offensichtlich für ihn interessiert und dann „kippte“ sie einfach um, ohne dass er mit ihr Sex haben konnte.
Als Lohse am nächsten Tag über das Internet einen Anschlag auf den Paradise Club ankündigt, kann Borowski ihn gerade noch stoppen. Sahin rettet währenddessen Reimers vor einem Angriff von Männern in weißen Schutzanzügen. Ob man die Angreifer identifizieren und verfolgen kann, bleibt allerdings offen.

## Hintergrund
Der Film wurde vom 3. März 2020 bis zum 23. Juni 2020 in Kiel, Hamburg und Umgebung gedreht. Er wurde am 7. März 2021, dem Vorabend des Internationalen Frauentags, im Ersten Programm der ARD ausgestrahlt.
Joseph Bundschuh, der den Täter Mario Lohse spielt, und Mathilde Bundschuh, die sein Date Vicky spielt, sind Geschwister.

## Rezeption

### Kritiken
Im Spiegel vergab Christian Buß für den Film sechs von zehn möglichen Punkten und kritisierte, dass sich in dem Film zu viele weibliche Stereotype aneinanderreihen.
Der Filmdienst vergab drei von fünf möglichen Sternen und lobte, dass der Film durch seine klare Haltung für sich einnehme, aber vermisste dabei teilweise Differenzierungen.
In der NZZ urteilte Urs Bühler zwiegespalten: Der Film sei zwar bis zum Schluss spannend und vermag mit Blick auf das „radikalisierende Potenzial von Internetforen“ und „Schnittstellen zwischen Rechtsextremismus und Frauenhass […] durchaus zu packen.“ Andererseits vereine der Film beim Versuch, frauenverachtende Tendenzen auszuleuchten, etwas zu viel unter diesem Thema und das Figurenensemble sei teils „schablonenhaft“ angelegt.

### Einschaltquoten
Die Erstausstrahlung von Borowski und die Angst der weißen Männer am 7. März 2021 wurde in Deutschland von 9,16 Millionen Zuschauern gesehen und erreichte einen Marktanteil von 26 % für Das Erste.